# Ormánsági vizes élőhelyek és gyepek
Ormánsági vizes élőhelyek és gyepek este o arie protejată (arie specială de conservare — SAC, sit de importanță comunitară — SCI) din Ungaria întinsă pe o suprafață de 1.414,36 ha, integral pe uscat.

## Localizare
Centrul sitului Ormánsági vizes élőhelyek és gyepek este situat la coordonatele 45°53′05″N 17°42′46″E / 45.884722°N 17.712778°E.

## Înființare
Situl Ormánsági vizes élőhelyek és gyepek a fost declarat sit de importanță comunitară în mai 2004 pentru a proteja 8 specii de animale. Situl a fost protejat și ca arie specială de conservare în februarie 2010.

## Biodiversitate
Situată în ecoregiunea panonică, aria protejată conține 10 habitate naturale: Păduri mixte riverane de Quercus robur, Ulmus laevis și Ulmus minor, Fraxinus excelsior sau Fraxinus angustifolia, de-a lungul marilor râuri (Ulmenion minoris), Pajiști aluvionare inundabile, de Cnidion dubii, Mlaștini alcaline, Lacuri eutrofice naturale cu vegetație de tip Magnopotamion sau Hydrocharition, Păduri ilirice de stejar și carpen (Erythronio-Carpinion), Păduri aluvionare cu Alnus glutinosa și Fraxinus excelsior (Alno-Padion, Alnion incanae, Salicion albae), Lacuri și iazuri distrofice naturale, Fânețe de joasă altitudine (Alopecurus pratensis, Sanguisorba officinalis), Pajiști uscate seminaturale și facies de acoperire cu tufișuri pe substraturi calcaroase (Festuco-Brometalia) (* situri importante pentru orhidee), Pajiști cu Molinia pe soluri calcaroase, turboase sau argilos-nămoloase (Molinion caeruleae).
La baza desemnării sitului se află mai multe specii protejate:
- amfibieni (2): buhai de baltă cu burta roșie (Bombina bombina), triton cu creastă dobrogean (Triturus dobrogicus)
- mamifere (1): vidră de râu (Lutra lutra)
- nevertebrate (4): Hypodryas maturna, rădașcă (Lucanus cervus), fluturele purpuriu (Lycaena dispar), Maculinea teleius
- reptile (1): țestoasa de baltă (Emys orbicularis)

Pe lângă speciile protejate, pe teritoriul sitului au mai fost identificate 1 specie de amfibieni, 2 specii de nevertebrate.